# Schildblumen
Die Schildblumen (Chelone), auch Schlangenkopf oder Miesmäulchen genannt, sind eine Pflanzengattung in der Familie der Wegerichgewächse (Plantaginaceae). Englischsprachiger Trivialname dieser Arten ist „Turtlehead“. Die etwa vier Arten sind in Nordamerika weit verbreitet. Sorten mehrerer Arten werden als Zierpflanzen kultiviert.

## Beschreibung

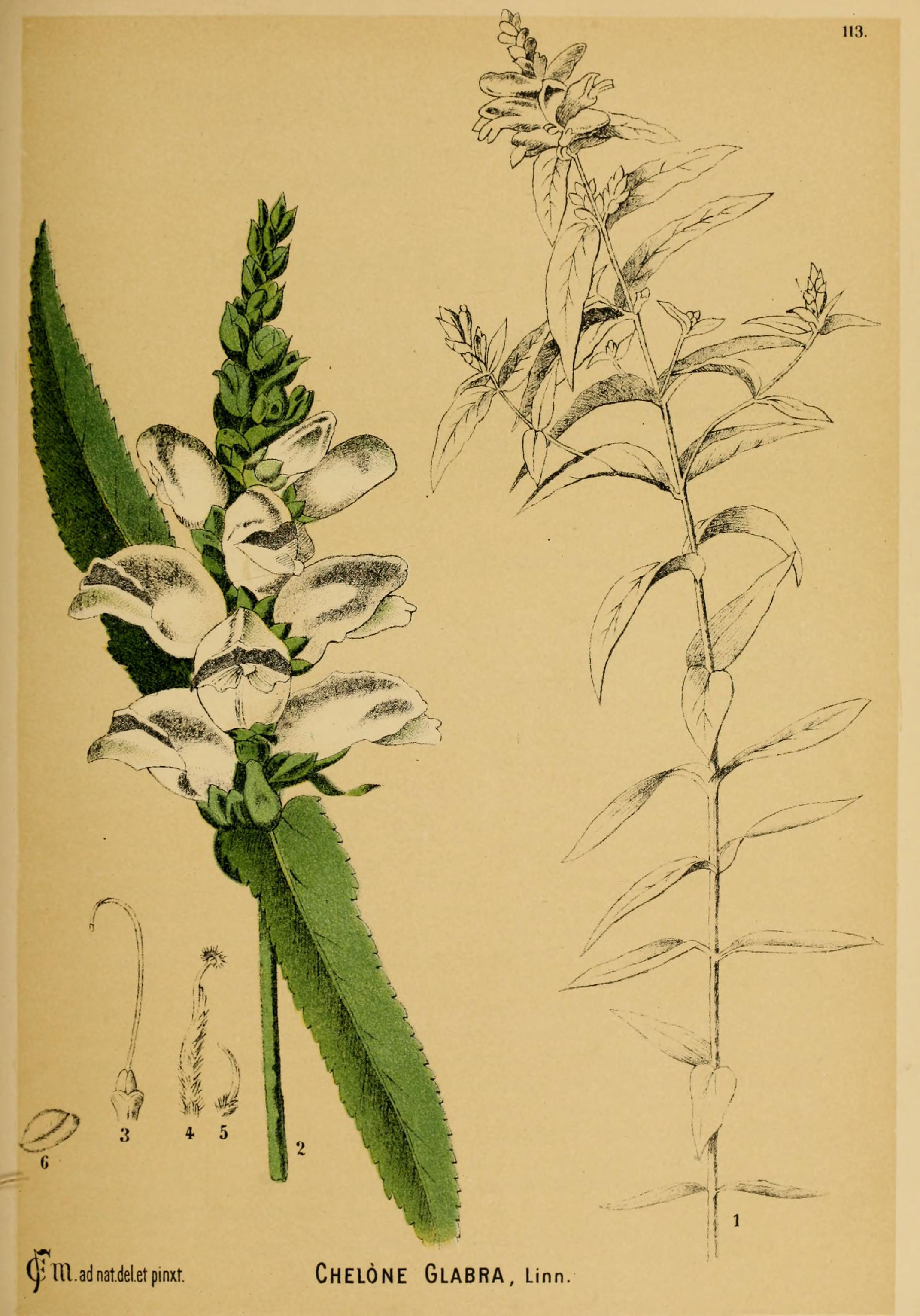
Illustration aus American medicinal plants ..., Tafel 113 der Kahlen Schildblume (Chelone glabra)

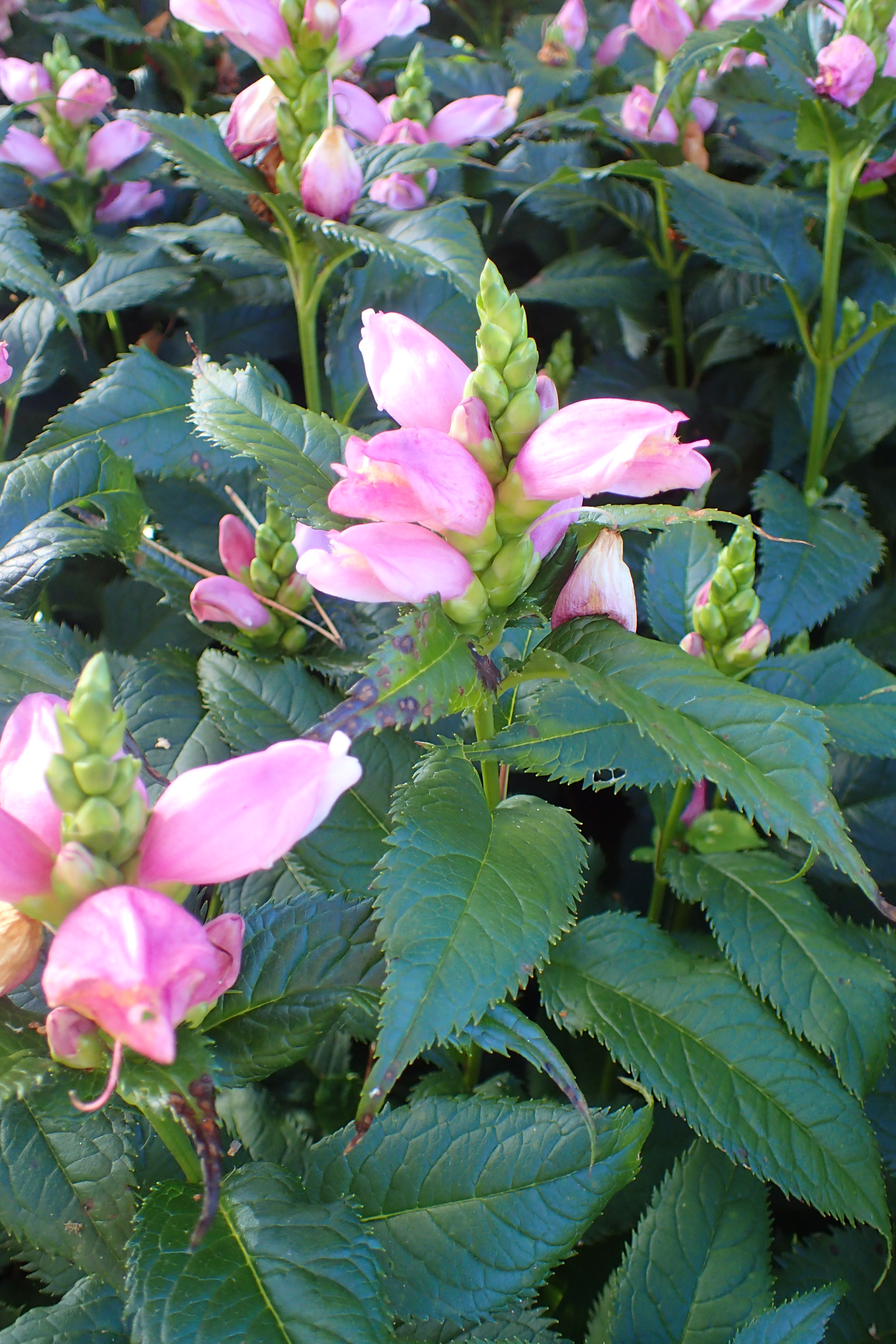
Lyons Schildblume (Chelone lyonii)

### Vegetative Merkmale
Schildblumen sind ausdauernde, krautige Pflanzen. Die gegenständigen Laubblätter sind einfach.

### Generative Merkmale
In ährigen oder rispigen Blütenständen mit Hochblättern stehen auffällige Blüten zusammen. Die zwittrigen Blüten sind zygomorph und fünfzählig mit doppelter Blütenhülle. Sie bilden zweifächerige, vielsamige Kapselfrüchte.

## Systematik
Die Gattung Chelone wurde durch Carl von Linné aufgestellt. Der botanische Gattungsname Chelone basiert auf dem griechischen Wort χελώνα( /çeˈlona/, chelone), was so viel wie Schildkröte bedeutet.
In der Gattung Schildblumen (Chelone L.) sind etwa vier Arten bekannt:
- Blaue Schildblume (Chelone caerulea (Nutt.) Spreng.): Sie wird von manchen Autoren auch als Penstemon angustifolius Nutt. ex Pursh in die Gattung Penstemon gestellt.[1]
- Cuthberts Schildblume (Chelone cuthbertii Small): Sie kommt von Virginia bis Georgia vor.[1]
- Kahle Schildblume (Chelone glabra L.): Sie ist in Nordamerika im zentralen und östlichen Kanada und in den zentralen und östlichen Vereinigten Staaten weitverbreitet.[2]
- Lyons Schildblume auch Berg-Schildblume genannt (Chelone lyonii Pursh): Sie kommt in den südöstlichen Vereinigten Staaten vor.[1]
- Schiefe Schildblume auch Schlangenkopf oder Miesmäulchen genannt (Chelone obliqua L.): Sie kommt in mehreren Varietäten in den südöstlichen Vereinigten Staaten vor.[1]

## Belege